# Cesare Guasco
Cesare Guasco, dei signori di Spigno (? ? – Ancona, 29 luglio 1568), è stato un nobile e condottiero italiano, tra i più celebri del XVI secolo.

## Biografia
Cesare Guasco - figlio del patrizio alessandrino dei signori di Spigno, Annibale detto il vecchio, e di Tommasia di Incisa - ancora giovane, servì come capitano di fanteria negli eserciti di Francesco I di Francia. Grazie al suo coraggio e alla sua esperienza dimostrati in numerosi scontri, fu promosso al grado di comandante di cavalleria. La sua reputazione si consolidò durante la spedizione di Francesco I del 1515, con la sanguinosa battaglia di Marignano, per la conquista di Milano. Il re si affidò più volte ai consigli di Cesare e lo proclamò, durante un'assemblea dei suoi generali, il soldato più abile dell'esercito.
Tuttavia, queste distinzioni generarono invidia e gelosia tra i suoi compagni, tanto che Guasco decise di abbandonare le insegne di Francia e passare, insieme a suo fratello, al servizio di Carlo V d'Asburgo. Continuò a distinguersi in molte imprese fino in età avanzata, Nell'ultima parte della sua vita si dedicò interamente ai servizi di papa Pio V. Quest'ultimo lo nominò commissario generale di tutte le fortezze del patrimonio ecclesiastico nel 1566, conferendogli tale incarico con un breve:
(Cfr. Antonio Bertolotti, pp. 68, 69)

Segue al breve di Pio V la seguente lettera d'avviso dell'arrivo del Guasco a Fano:

(Cfr. Antonio Bertolotti, p. 69)
Nel 1566, l'armata navale di Solimano II dominava vittoriosamente l'Adriatico, devastando le città costiere del regno di Napoli. Il papa, preoccupato per la propria sicurezza e soprattutto per quella di Ancona, una città scarsamente fortificata e difesa, affidò a Cesare Guasco il comando della sua difesa. Con l'aiuto di quattromila uomini inviati da Roma sotto il comando di Paolo Giordano Orsini, duca di Bracciano, Guasco riuscì a proteggere la città da un'invasione turca e in pochi giorni eresse una vasta cinta muraria intorno ad Ancona, dotandola di bastioni e altre fortificazioni e armamenti provenienti dalle altre fortezze dello Stato Pontificio, in particolare da Perugia. Questo sforzo richiese un lavoro incredibile e molto faticoso per rendere praticabile la strada. L'impresa di Guasco fu elogiata come un'impresa sicuramente di straordinaria grandezza, e gli conferì una fama immortale.
Una volta cessato il pericolo, Pio V rimase estremamente soddisfatto dell'operato del suo illustre concittadino. Per esprimere la sua gratitudine, il Papa gli rivolse un breve in cui utilizzò parole affettuose e lusinghiere, concedendo a lui e ai suoi discendenti il privilegio di inserire lo insegne pontificie nell'arma dei Guasco. Gli abitanti di Ancona, a loro volta, onorarono il condottiero con un decreto pubblico che lo riconobbe come Pater Patriæ. In suo onore, la collina che prima era chiamata Monte Marano fu rinominata colle Guasco e una delle vie principali della città, che collega il Municipio alla cattedrale di Ancona, prese il nome di via del Guasco. A testimonianza di questo evento, fu collocata una lapide sullo stesso monte, riportante il seguente testo:
(Cfr. Francesco Guasco di Bisio, tav. XI)
Un'altra fu posta sotto le finestre della galleria del palazzo episcopale coi seguenti distici:
Cæsarea, Ut Scivit, Hæc Fabricata Manu,
Confugit, Ne Mons Flammis Estingueret Illos
Ipsos Infidos Fulmine Mergat Acquis»
(Cfr. Francesco Guasco di Bisio, tav. XI)
Quasi tutte le altre città della Romagna si unirono ad Ancona nel rendere omaggio alla virtù e all'intelligenza di Cesare Guasco. In particolare, Osimo, Foligno, Ravenna, Camerino e Macerata, esponendo pubblicamente lo stemma della sua famiglia, lo considerarono loro concittadino. Nel 1567, Guasco fu inviato a Ravenna, dove gli fu conferita la dignità senatoria. Al suo ritorno ad Ancona nel 1568, dopo aver mostrato segni di follia per due giorni, precipitò da una finestra della sua camera e morì nella notte di mercoledì 29 luglio, intorno alle 5 del mattino.
La morte di questo eroe fu considerata una grande sventura per tutti. Il suo corpo ricevette solenni onoranze funebri a spese del tesoro pubblico, e nella cattedrale di San Ciriaco fu eretto un monumento sepolcrale in sua memoria, insieme all'epigrafe che segue:
(Cfr. Antonio Bertolotti, p. 74)

## Ascendenza
|                            |   |                | Genitori |  |  | Nonni |  |  | Bisnonni |  |  | Trisnonni |  |
|                            |   |                |          |  |  |       |  |  | Ludovico |  |  | Giacomo   |  |
|                            |   |                |          |  |  |       |  |  | Ludovico |  |  | Giacomo   |  |
|                            |   | Isotta Balbo   |          |  |  |       |  |  | Ludovico |  |  |           |  |
| Cristoforo II              |   |                |          |  |  |       |  |  | Ludovico |  |  |           |  |
|                            |   | ?              | ?        |  |  |       |  |  |          |  |  |           |  |
|                            |   | ?              | ?        |  |  |       |  |  |          |  |  |           |  |
|                            |   | ?              | ?        |  |  |       |  |  |          |  |  |           |  |
| Annibale I                 |   | ?              |          |  |  |       |  |  |          |  |  |           |  |
|                            |   | Guido Visconti | ?        |  |  |       |  |  |          |  |  |           |  |
|                            |   | Guido Visconti | ?        |  |  |       |  |  |          |  |  |           |  |
|                            |   | Guido Visconti | ?        |  |  |       |  |  |          |  |  |           |  |
| Catterina Visconti         |   | Guido Visconti |          |  |  |       |  |  |          |  |  |           |  |
|                            |   | Leta di Imola  | ?        |  |  |       |  |  |          |  |  |           |  |
|                            |   | Leta di Imola  | ?        |  |  |       |  |  |          |  |  |           |  |
|                            |   | Leta di Imola  | ?        |  |  |       |  |  |          |  |  |           |  |
| Cesare Guasco              |   | Leta di Imola  |          |  |  |       |  |  |          |  |  |           |  |
|                            | ? | ?              |          |  |  |       |  |  |          |  |  |           |  |
|                            | ? | ?              |          |  |  |       |  |  |          |  |  |           |  |
|                            | ? | ?              |          |  |  |       |  |  |          |  |  |           |  |
| Giovanni Antonio di Incisa | ? |                |          |  |  |       |  |  |          |  |  |           |  |
|                            |   | ?              | ?        |  |  |       |  |  |          |  |  |           |  |
|                            |   | ?              | ?        |  |  |       |  |  |          |  |  |           |  |
|                            |   | ?              | ?        |  |  |       |  |  |          |  |  |           |  |
| Tommasa di Incisa          |   | ?              |          |  |  |       |  |  |          |  |  |           |  |
|                            |   | ?              | ?        |  |  |       |  |  |          |  |  |           |  |
|                            |   | ?              | ?        |  |  |       |  |  |          |  |  |           |  |
|                            |   | ?              | ?        |  |  |       |  |  |          |  |  |           |  |
| ?                          |   | ?              |          |  |  |       |  |  |          |  |  |           |  |
|                            |   | ?              | ?        |  |  |       |  |  |          |  |  |           |  |
|                            |   | ?              | ?        |  |  |       |  |  |          |  |  |           |  |
|                            |   | ?              | ?        |  |  |       |  |  |          |  |  |           |  |
|                            |   | ?              |          |  |  |       |  |  |          |  |  |           |  |

## Discendenza
Sposa una sua cugina, Laura Guasco, figlia di Francesco, signore di Alice. La coppia ebbe sei figli:
- Giulia (*? †?);
- Annibale II (*1540 †1619). Distinto cittadino di Alessandria e importante letterato e madrigalista a cavallo tra XVI e XVII secolo[5]. Si sposò con Laura Bellone (*? †1624), figlia del patrizio alessandrino Luigi Bellone e di Veronica Panigarola. La coppia ebbe sei figli;
- Scipione (*1548 †1586). Musico, versato nelle lingue, fu uni due promotori dell'Accademia degli Immobili di Alessandria, eretta, nel 1562, da Guarnerio Trotti, Emilio Mantelli e Giovanni Francesco Aulari. Sposò, intorno al 1580, la patrizia genovese Gerolama Granari;
- Francesco (*? †?). Capitano di fanteria italiana sotto Francesco I di Francia. Passò, insieme al fratello Scipione, con la Spagna, partecipando alla guerra mossa da Filippo II di Spagna contro il Portogallo nel 1580;
- Tomasa (*? †?);
- Giovanni (*? †?). Figlio naturale.